# KK Tamiš
El Košarkaški klub Tamiš Pančevo (en cirílico Кошаркашки клуб Тамиш Панчево), conocido popularmente como KK Tamiš, es un club de baloncesto con sede en la ciudad de Pančevo. Fue fundado en 1992. Actualmente participa en la máxima categoría del baloncesto serbio, la Košarkaška Liga Srbije.

## Historia
En diciembre de 1992, un grupo de aficionados y jugadores de baloncesto decidieron formar un equipo de baloncesto, denominado KK Agropan debido a su primer patrocinador. fueron jugadores que abandonaron las academias del KK Profikolor y del Dinamo, y querían seguir jugando al baloncesto.
En 2000 se fusionó con el KK Centar dando lugar al actual KK Tamiš. Ascendió a la KLS en 2008, tras proclamarse campeón de la segunda división serbia.